# Protestantse kerk (Chevremont)
De Protestantse Kerk, eerder de Nederlands Hervormde Kerk, is een kerkgebouw in Chevremont in de gemeente Kerkrade in de Nederlandse provincie Limburg. De kerk staat aan de Sint Pieterstraat.
De kerk is aan de eredienst onttrokken.

## Geschiedenis
In 1923 werd de kerk gebouwd naar het ontwerp van H.J. Tiemens uit Arnhem.
Sinds 2001 is het kerkgebouw een rijksmonument.

## Opbouw
Het kerkgebouw is opgetrokken in centraalbouw in eigentijdse traditionele stijl en heeft het plattegrond van een Grieks kruis. Het gebouw bestaat uit een viering met vier kruisarmen die gedekt worden door een zadeldak en in de zuidoostelijke oksel de toren met naaldspits met ingang tot de kerk. Op de viering is een achthoekig tentdak gebouwd.